# Venice Time Machine
La Venice Time Machine est un projet de recherche international dirigé par l’École Polytechnique Fédérale de Lausanne (EPFL) et l’Université Ca' Foscari de Venise, débuté en 2012, et visant à développer un modèle spatio-temporel de la ville de Venise en créer une archive ouverte numérique du patrimoine culturel. Le projet cherche à documenter et tracer quantitativement et qualitativement les aspects urbanistiques et architecturaux, les flux commerciaux et culturels, ainsi que les données démographiques sur une période de plus de 1000 ans,.
Sa réalisation représenterait la plus grande base de données de documents vénitiens jamais créée. Le projet est un exemple caractéristique du nouveau champ de recherche que constitue les humanités digitales.
Le projet a été largement salué par la critique, ce qui a conduit au dépôt d’un projet européen FET Flagships, en avril 2016. Le projet Europe Time Machine parviendra finaliste de la compétition avant que ce type de financement de recherche ne soit finalement abandonné par la Commission européenne.
La première reconstruction complète de Venise montrant l’évolution de la ville du Xe à la fin du XXe siècle a été présenté à la biennale d’architecture de Venise en 2018. La visualisation spatio-temporelle a également été utilisée pour l’exposition Eblouissante Venise! au Grand Palais en 2018.

## Organisation et financement
Le projet Venice Time Machine a été lancé par l’EPFL et l’Université Ca' Foscari de Venise en 2012. Il inclut à l’origine des collaborations avec les principales institutions patrimoniales de Venise, et notamment les Archives d’Etat de Venise, la Biblioteca Marciana, l’Institut Vénitien, ainsi que la fondation Cini. Le projet est actuellement soutenu par l’infrastructure européenne READ (Recognition and Enrichment of Archival Documents), le projet Fonds national Linked Books et le projet ANR-FNS GAWS.

## Technologie
Les archives d’État de Venise contiennent une quantité gigantesque de documents manuscrits rédigés dans des langues évoluant progressivement, du vénitien médiéval à l’italien moderne. Près de 80 km de rayonnages sont remplis de plus de mille ans de documents administratifs, depuis les actes de naissance, les certificats de décès et les déclarations d'impôts jusqu'aux cartes et aux plans cadastraux napoléonien. Ces documents sont souvent très délicats et sont parfois dans un état de conservation fragile. La diversité, la quantité et la précision des documents administratifs vénitiens sont uniques dans l'histoire occidentale. En combinant cette masse d'informations, il est possible de reconstituer de grands segments du passé de la ville : des biographies complètes, des dynamiques politiques et sociale, ou même l'apparence de bâtiments et de quartiers entiers.